# 779 (numero)
Settecentosettantanove (779) è il numero naturale dopo il 778 e prima del 780.

## Proprietà matematiche
- È un numero dispari.
- È un numero composto con 4 divisori: 1, 19, 41, 779. Poiché la somma dei suoi divisori (escluso il numero stesso) è 61 < 779, è un numero difettivo.
- È un numero semiprimo.
- È un numero odioso.
- È un numero intero privo di quadrati.
- È parte delle terne pitagoriche (171, 760, 779), (660, 779, 1021), (779, 7380, 7421), (779, 15960, 15979), (779, 303420, 303421).

## Astronomia
- 779 Nina è un asteroide della fascia principale del sistema solare.
- NGC 779 è una galassia spirale della costellazione della Balena.
- IC 7794 è una galassia nella costellazione della Chioma di Berenice.

## Astronautica
- Cosmos 779 è un satellite artificiale russo.

## Altri ambiti
- Route nationale 779 è una strada statale della Francia.